# William Fyfe
William Patrick Fyfe (ur. 27 lutego 1955 w Toronto) – kanadyjski seryjny morderca. Na przestrzeni 20 lat zamordował w Montrealu i jego okolicach 9 kobiet. 
William Patrick Fyfe urodził się w 1955 roku w Toronto. W 1958 roku, za sprawą ciotki, przeprowadził się do Montrealu. Gdy dorósł, pracował głównie jako „złota rączka”, a w późniejszych latach również jako kierowca ciężarówki.
22 grudnia 1999 roku Fyfe został aresztowany pod zarzutem pięciu morderstw, gdy wyjeżdżał swoją ciężarówką z parkingu baru Husky Truck Stop. Do sprawcy morderstw doprowadziły policję pozostawione na miejscach zbrodni ślady DNA. Fyfe przyznał się tylko do części zarzucanych mu czynów, ale jednocześnie stwierdził, że zabił jeszcze cztery kobiety.
Rozprawa Fyfe'a rozpoczęła się 6 listopada 2000 roku. Sąd skazał go na dożywotni pobyt w zakładzie psychiatrycznym w prowincji Saskatchewan.  

## Ofiary Fyfe
| Lp. | Ofiara                 | Wiek | Data                 |
| --- | ---------------------- | ---- | -------------------- |
| 1.  | Suzanne-Marie Bernier  | 62   | 17 października 1979 |
| 2.  | Nicole Raymond         | 26   | 14 listopada 1979    |
| 3.  | Hazel Scattolon        | 52   | 21 marca 1981        |
| 4.  | Louise Poupart-Leblanc | 37   | 26 września 1987     |
| 5.  | Pauline Laplante       | 45   | 9 czerwca 1989       |
| 6.  | Anna Yarnold           | 59   | 15 października 1999 |
| 7.  | Monique Gaudreau       | 46   | 29 października 1999 |
| 8.  | Teresa Shanahan        | 55   | 11 listopada 1999    |
| 9.  | Mary Glenn             | 50   | 15 grudnia 1999      |